# Márcos Baghdatís
Márcos Baghdatís (en grec : Μάρκος Παγδατής / Márkos Pagdatís), né le 17 juin 1985 à Limassol, est un joueur de tennis chypriote, professionnel de 2003 à 2019.
Il a atteint la finale de l'Open d'Australie 2006 au cours de laquelle il s'est incliné face à Roger Federer.

## Jeunesse
Márcos Baghdatís est né d'un père libanais (Christos) et d'une mère chypriote (Androula). Les parents Baghdatís possèdent un magasin de vêtements à Paramytha, un petit village près de Limassol (Paramytha signifie « conte de fées » en grec). Baghdatís embrasse fréquemment un crucifix en or qu'il porte à son cou et se signe avant chaque jeu. Il a une sœur plus jeune, Zena, qui a été adoptée à l'âge d'un mois, et deux frères aînés, Marinos et Petros, qui ont aussi joué la Coupe Davis pour leur pays. Márcos Baghdatís a commencé à jouer au tennis à l'âge de cinq ans avec son père et ses frères. Il aime jouer et regarder le football, il est supporter du club Apollon Limassol[réf. nécessaire]. Márcos Baghdatís est arrivé en France en 1998 à l'âge de treize ans pour s'entraîner à l'Académie de tennis de Mouratoglou à Paris grâce à une bourse. Il devient champion du monde junior en 2003 et commence sa carrière professionnelle en 2004. Il réside en Île-de-France.

## Carrière

### Débuts
Márcos Baghdatís dispute son premier tournoi Future en 1999 et n'obtient pas de résultats probants durant ses jeunes années sur le circuit. Il se montre néanmoins à son avantage chez les juniors, dominant sa génération à partir de 2002, année qui le voit atteindre la finale de l'US Open (battu par Richard Gasquet). Devenu numéro 1 mondial, il continue sur sa lancée en s'octroyant l'Open d'Australie (contre Florin Mergea) puis l'Orange Bowl (face à Gaël Monfils) et atteint une nouvelle finale à l'US Open (battu par Jo-Wilfried Tsonga) en 2003. Cette année marque également ses premiers succès sur le circuit professionnel. Il remporte en effet quatre tournois Future et atteint la finale du Challenger de Boukhara où il est défait difficilement par Marc-Kevin Goellner. À la fin de la saison, il est 200e au classement ATP.
Se concentrant désormais sur les tournois Challenger, Márcos Baghdatís déçoit un peu en 2004 mais se reprend à la fin de l'année en s'offrant deux tournois, à Bolton et à Bratislava. Il prend part aux Jeux olympiques à Athènes où il passe un tour et participe à son premier tournoi du Grand Chelem sénior à l'US Open. Son expérience new-yorkaise s'achève au second tour face au numéro 1 mondial et futur lauréat de l'épreuve Roger Federer. Il est le seul joueur avec Andre Agassi à lui avoir ravi un set cette année-là.
Márcos Baghdatís se hisse en 2005 en 1/8 de finale de l'Open d'Australie. Il se défait sur son parcours d'Ivan Ljubičić et de Tommy Robredo avant de perdre contre Roger Federer. Il est ensuite opéré pour une blessure au coude droit qui le tient éloigné des courts durant trois mois[réf. nécessaire]. À son retour sur le circuit, il remporte le Challenger de Cordoue et dispute sa première finale sur le grand circuit à Bâle (battu par Fernando González).

### 2006: la révélation
En janvier, Márcos Baghdatís atteint à la surprise générale la finale de l'Open d'Australie face à Roger Federer après notamment des victoires sur Radek Štěpánek, Andy Roddick, Ivan Ljubičić et David Nalbandian face auquel il remonte un déficit de deux sets. Il remporte la première manche et fait jeu égal dans la seconde, avant de s'écrouler complètement dans les deux derniers sets (5-7, 7-5, 6-0, 6-2). Il confirme sa belle épopée par un quart de finale à Indian Wells et une demi-finale à Wimbledon s'offrant au passage une victoire de prestige face à l'ex-numéro 1 mondial et ancien vainqueur du tournoi Lleyton Hewitt. Opposé dès le second tour de l'US Open au vétéran Andre Agassi qui dispute à l'occasion le dernier tournoi de sa carrière, il passe tout près de la victoire. Mené deux sets à rien puis 4-0 dans la quatrième manche, il revient au score mais est victime de crampes à 4-4, ne pouvant défendre pleinement ses chances et s'inclinant sur le score de 6-4, 6-4, 3-6, 5-7, 7-5. Cette rencontre, par son scénario et aussi parce qu'elle constitue la dernière victoire d'Agassi sur le circuit, restera comme l'une des plus marquantes de l'histoire du tournoi. Moins d'un mois plus tard, Baghdatís s'offre son premier titre à Pékin en se défaisant de Mario Ančić en finale (6-4, 6-0). Il termine son exceptionnelle saison au 12e rang.

### 2007-2008
Márcos Baghdatís marque un peu le pas en 2007 même s'il se fait une place parmi les valeurs sûres du circuit. Il est vaincu dès le second tour de l'Open d'Australie par Gaël Monfils. Il se reprend peu de temps après en s'octroyant un second trophée à Zagreb contre le tenant du titre Ivan Ljubičić (7-6, 4-6, 6-4) et se hisse en finale du tournoi de Marseille (battu par Gilles Simon 6-4, 7-6). Décevant sur la tournée américaine, il revient en forme à l'entame de la saison sur terre battue (demi-finale à Munich et 1/8 de finale à Roland-Garros) et atteint la finale du tournoi sur gazon de Halle (finale perdue contre Tomáš Berdych). Il s'incline en quart de finale de Wimbledon contre Novak Djokovic après cinq heures de jeu (7-6, 7-6, 6-7, 4-6, 7-5).
Au second tour de l'Open d'Australie 2008, Márcos Baghdatís dispute une nouvelle fois un match mémorable contre Lleyton Hewitt qui s'achève à 4 h 34, heure locale (jamais une rencontre du circuit ATP ne s'est terminée aussi tard). Touché par une entorse à la cheville droite au début du troisième set, Márcos Baghdatís n'abdique pas malgré une gêne dans ses déplacements. Alors que Lleyton mène deux sets à un et 5-1, Márcos Baghdatís entame une remontée inespérée, sauve une balle de match et remporte la manche au tie-break. Il s'incline néanmoins en cinq sets au bout d'un combat de près de cinq heures (4-6, 7-5, 7-5, 6-7, 6-3). Il atteint la demi-finale à Marseille mais restera absent des courts pendant deux mois après le Masters d'Indian Wells en raison d'une blessure au poignet. Il effectue son retour pour Roland-Garros mais est battu d'entrée par Simone Bolelli. À Wimbledon, il réussit un beau parcours sur une surface qu'il apprécie en atteignant les huitièmes de finale battu par Feliciano López en cinq manches. Baghdatís est absent des courts une nouvelle fois pendant deux mois. Il est de retour pour le Challenger d'Orléans où il s'incline en demi-finale sur abandon. Il finit sa saison par le Masters de Paris-Bercy avec une défaite au premier tour face à Sam Querrey 7-5, 6-75, 3-2, abandon, à cause d'une hernie discale.

### 2009
Après de bons matchs lors du tournoi exhibition de Kooyong, Márcos Baghdatís débute l'Open d'Australie. Au 1er tour, il élimine en 4 sets le Français Julien Benneteau. Au second tour, il bat la tête de série no 16 Robin Söderling (3-6, 7-5, 6-3, 6-3). Il s'incline par la suite en huitièmes de finale face au tenant du titre, Novak Djokovic (6-2, 7-6, 6-7, 6-4). À Roland-Garros, il échoue au premier tour face à Juan Mónaco (6-3, 6-2, 6-4). À Bois-le-Duc lors de son match contre Raemon Sluiter, il fait une mauvaise chute et est évacué sur civière, accompagné par son adversaire, d'un fair-play remarquable. Il souffre d'une distension du ligament latéral interne du genou droit. Il reprend la compétition un mois plus tard au Classic d'Indianapolis mais s'incline en trois sets au premier tour face à Wayne Odesnik. En octobre, à Stockholm, il remporte aisément trois matchs d'affilée contre Juan Carlos Ferrero, puis face à Robert Kendrick et finalement contre Arnaud Clément en quarts. Il atteint la finale sans jouer à la suite du forfait de Robin Söderling en demies. Il s'agit de sa première finale depuis plus de deux ans, face au Belge Olivier Rochus, qu'il remporte en deux sets (6-1, 7-5).

### 2010
Il commence bien l'année en remportant le tournoi de Sydney aux dépens de Richard Gasquet sur le score de 6-4, 7-62. Cela lui permet de réintégrer le top 40, juste avant l'Open d'Australie où il s'incline néanmoins au troisième tour face à Lleyton Hewitt. En mars, à l'occasion des Masters d'Indian Wells, il réalise la surprise du tournoi et confirme une fois de plus son retour au plus haut niveau en battant le no 1 mondial, Roger Federer, après avoir sauvé trois balles de match (5-7, 7-5, 7-64).
En août, lors des Masters de Cincinnati, il réalise un excellent parcours en battant successivement Marin Čilić (6-4, 7-5), Thomaz Bellucci (7-66, 7-5), Tomáš Berdych (7-5, 6-4), Rafael Nadal (6-4, 4-6, 6-4) avant de s'incliner en demi-finale contre Roger Federer (6-4, 6-3).
Il est un des rares joueurs cette saison à avoir battu Federer et Nadal alors qu'ils étaient à chaque fois no 1 mondiaux.
Il s'incline dès le 1er tour de l'US Open face à Arnaud Clément.

### 2011
Après avoir déclaré forfait pour le tournoi de Sydney, où il a été vainqueur l'année précédente, il débute l'Open d'Australie, où il passe les deux premiers tours mais s'incline tout comme l'année précédente au 3e tour, cette fois-ci face à Jürgen Melzer.
À Indian Wells, il s'incline au 2e tour face à Somdev Devvarman avant de se faire également éliminer au 2e tour de Miami face à Olivier Rochus.
S'ensuit le Masters de Monte-Carlo, où il se fait sortir dès le 1er tour face à Radek Štěpánek.
Il est aussi éliminé dès le 1er tour de Rome face au Français Jo-Wilfried Tsonga.
À Madrid, il est éliminé au 2e tour par le numéro 1 mondial Rafael Nadal.
Lors du 2e Grand Chelem de l'année, Roland-Garros, il est sorti au 2e tour par l'Argentin Leonardo Mayer.
Lors de l'édition 2011 de Wimbledon, il bat au 1er tour James Blake dans un match marathon (6-4, 6-2, 6-7, 4-6, 6-4), puis il affronte Andreas Seppi au 2e tour, qu'il bat en 3 sets (6-4, 7-6, 7-5). Au 3e tour, il s'incline en 4 sets (6-4, 4-6, 6-3, 6-4) face au Serbe no 2 mondial Novak Djokovic. Après s'être incliné face à John Isner en quart de finale du Winston-Salem, il chute à nouveau contre l'Américain en quatre manches (6-7, 6-7, 6-2, 4-6) dès le premier tour de l'US Open.

### 2012
Le 18 janvier 2012, alors qu'il rencontre le Suisse Stanislas Wawrinka lors de l'Open d'Australie et qu'il se trouve en mauvaise posture, il se fait remarquer en fracassant 4 raquettes d'affilée, assis pendant la pause sur le banc central. Il perd finalement le match et écope d'une amende de 625 euros.

### 2016
Fin février, il se qualifie pour la finale de l'ATP 500 de Dubaï, en battant sur son parcours trois têtes de série : Viktor Troicki au premier tour (7-62, 6-2), Roberto Bautista-Agut en quart (7-5, 6-0) et Feliciano López en demi-finale (3-6, 7-61, 6-1) en renversant le match à partir du deuxième set. Le Suisse Stanislas Wawrinka, 4e mondial, arrête le beau parcours du Chypriote au terme d'une finale âprement disputée surtout dans la seconde manche (6-4, 7-613). Au terme d'1 h 45 de match, Baghdatís rend les armes.
Le 3 mars, il remporte son 34e match consécutif en simple en Coupe Davis, battant le record de Björn Borg.

### 2018
Si la saison 2017 de l'ancien numéro 8 mondial n'est pas spécialement fructueuse, c'est surtout le début d'année 2018 qui indique un net déclin du Chypriote. Après un deuxième tour à l'Open d'Australie, au cours duquel il s'incline face au jeune Russe Andrey Rublev, il atteint les huitièmes de finale d'Indian Wells, où il abandonne avant son match face à Milos Raonic. Après la première partie de saison sur dur marquée par cet abandon, il enchaîne une série de 4 défaites consécutives sans gagner le moindre set. Cette série prend fin au premier tour de Roland-Garros où il remporte le premier set face à Santiago Giraldo. Ce regain de forme est toutefois de courte durée puisqu'il est contraint à l'abandon au milieu de la deuxième manche. Il retrouve les courts de tennis le 12 juin 2018, débutant la saison sur herbe au tournoi de Bois-le-Duc, face à l'Australien Bernard Tomic.

### 2019
Le 24 juin, Márcos Baghdatís annonce que l'édition 2019 de Wimbledon sera le dernier tournoi auquel il participera. Il explique que les blessures subies depuis plusieurs années sont la principale raison pour laquelle il souhaite arrêter.
Il s'incline au 2e tour de Wimbledon face à Matteo Berrettini 6-1, 7-64, 6-3 sur le court numéro 2.

## Parcours dans les tournois duGrand Chelem

### Finale (1)
| Année | Tournoi          | Adversaire en finale | Score              |
| 2006  | Open d'Australie | Roger Federer        | 7-5, 5-7, 0-6, 2-6 |

### En simple
| Année | Open d'Australie | Open d'Australie | Internationaux de France | Internationaux de France | Wimbledon       | Wimbledon         | US Open         | US Open        |
| ----- | ---------------- | ---------------- | ------------------------ | ------------------------ | --------------- | ----------------- | --------------- | -------------- |
| 2004  | —                | —                | —                        | —                        | —               | —                 | 2e tour (1/32)  | Roger Federer  |
| 2005  | 1/8 de finale    | Roger Federer    | 1er tour (1/64)          | David Nalbandian         | 1er tour (1/64) | Mikhail Youzhny   | 1er tour (1/64) | D. Toursounov  |
| 2006  | Finale           | Roger Federer    | 2e tour (1/32)           | Julien Benneteau         | 1/2 finale      | Rafael Nadal      | 2e tour (1/32)  | Andre Agassi   |
| 2007  | 2e tour (1/32)   | Gaël Monfils     | 1/8 de finale            | Igor Andreev             | 1/4 de finale   | Novak Djokovic    | 1er tour (1/64) | Max Mirnyi     |
| 2008  | 3e tour (1/16)   | Lleyton Hewitt   | 1er tour (1/64)          | Simone Bolelli           | 1/8 de finale   | Feliciano López   | —               | —              |
| 2009  | 1/8 de finale    | Novak Djokovic   | 1er tour (1/64)          | Juan Mónaco              | —               | —                 | —               | —              |
| 2010  | 3e tour (1/16)   | Lleyton Hewitt   | 3e tour (1/16)           | Andy Murray              | 1er tour (1/64) | Lukáš Lacko       | 1er tour (1/64) | Arnaud Clément |
| 2011  | 3e tour (1/16)   | Jürgen Melzer    | 2e tour (1/32)           | Leonardo Mayer           | 3e tour (1/16)  | Novak Djokovic    | 1er tour (1/64) | John Isner     |
| 2012  | 2e tour (1/32)   | S. Wawrinka      | 2e tour (1/32)           | Nicolás Almagro          | 3e tour (1/16)  | Andy Murray       | 2e tour (1/32)  | A. Dolgopolov  |
| 2013  | 3e tour (1/16)   | David Ferrer     | 1er tour (1/64)          | Benoît Paire             | 1er tour (1/64) | Marin Čilić       | 3e tour (1/16)  | S. Wawrinka    |
| 2014  | 1er tour (1/64)  | Denis Istomin    | —                        | —                        | 2e tour (1/32)  | Leonardo Mayer    | 1er tour (1/64) | Marin Čilić    |
| 2015  | 3e tour (1/16)   | Grigor Dimitrov  | 2e tour (1/32)           | Damir Džumhur            | 3e tour (1/16)  | David Goffin      | 1er tour (1/64) | Steve Darcis   |
| 2016  | 1er tour (1/64)  | J.-W. Tsonga     | 2e tour (1/32)           | J.-W. Tsonga             | 1er tour (1/64) | John Isner        | 1/8 de finale   | Gaël Monfils   |
| 2017  | 2e tour (1/32)   | Rafael Nadal     | 1er tour (1/64)          | Nicolás Almagro          | 2e tour (1/32)  | Grigor Dimitrov   | 1er tour (1/64) | Taylor Fritz   |
| 2018  | 2e tour (1/32)   | Andrey Rublev    | 1er tour (1/64)          | Santiago Giraldo         | 2e tour (1/32)  | Karen Khachanov   | 2e tour (1/32)  | Lucas Pouille  |
| 2019  | —                | —                | —                        | —                        | 2e tour (1/32)  | Matteo Berrettini |                 |                |

N.B. : à droite du résultat se trouve le nom de l'ultime adversaire.

### En double
| Année | Open d'Australie                                                                   | Open d'Australie | Internationaux de France                                                           | Internationaux de France                                                                    | Wimbledon                                                                     | Wimbledon | US Open                                                                                    | US Open |
| ----- | ---------------------------------------------------------------------------------- | ---------------- | ---------------------------------------------------------------------------------- | ------------------------------------------------------------------------------------------- | ----------------------------------------------------------------------------- | --------- | ------------------------------------------------------------------------------------------ | ------- |
| 2006  | 1er tour (1/32) D. Škoch \|\| style="text-align:left;" \| J. I. Chela G. Gaudio    | —                | —                                                                                  | —                                                                                           | —                                                                             | —         | —                                                                                          |         |
| 2007  | 2e tour (1/16) K. Iconomídis \|\| style="text-align:left;" \| J. Coetzee R. Wassen | —                | —                                                                                  | 1er tour (1/32) S. Wawrinka \|\| style="text-align:left;" \| A. Delić B. Reynolds           | —                                                                             | —         |                                                                                            |         |
| 2008  | —                                                                                  | —                | —                                                                                  | —                                                                                           | —                                                                             | —         | —                                                                                          | —       |
| 2009  | —                                                                                  | —                | —                                                                                  | —                                                                                           | —                                                                             | —         | —                                                                                          | —       |
| 2010  | —                                                                                  | —                | —                                                                                  | —                                                                                           | —                                                                             | —         | —                                                                                          | —       |
| 2011  | —                                                                                  | —                | —                                                                                  | —                                                                                           | —                                                                             | —         | —                                                                                          | —       |
| 2012  | —                                                                                  | —                | —                                                                                  | —                                                                                           | —                                                                             | —         | —                                                                                          | —       |
| 2013  | 1/8 de finale G. Dimitrov \|\| style="text-align:left;" \| J. S. Cabal R. Farah    | —                | —                                                                                  | —                                                                                           | —                                                                             | —         | —                                                                                          |         |
| 2014  | —                                                                                  | —                | —                                                                                  | —                                                                                           | —                                                                             | —         | —                                                                                          | —       |
| 2015  | 1er tour (1/32) M. Matosevic \|\| style="text-align:left;" \| R. Bopanna D. Nestor | —                | —                                                                                  | —                                                                                           | —                                                                             | —         | —                                                                                          |         |
| 2016  | —                                                                                  | —                | 1er tour (1/32) D. Toursounov \|\| style="text-align:left;" \| B. Baker M. Daniell | 1er tour (1/32) M. Youzhny \|\| style="text-align:left;" \| S. Robert Dudi Sela             | 2e tour (1/16) G. Müller \|\| style="text-align:left;" \| F. López Marc López |           |                                                                                            |         |
| 2017  | 2e tour (1/16) G. Müller \|\| style="text-align:left;" \| H. Kontinen John Peers   | —                | —                                                                                  | 1er tour (1/32) Malek Jaziri \|\| style="text-align:left;" \| Ilija Bozoljac Flavio Cipolla | —                                                                             | —         |                                                                                            |         |
| 2018  | —                                                                                  | —                | —                                                                                  | —                                                                                           | —                                                                             | —         | 1er tour (1/32) M. Zverev \|\| style="text-align:left;" \| Rohan Bopanna É. Roger-Vasselin |         |

N.B. : le nom du partenaire se trouve sous le résultat ; le nom des ultimes adversaires se trouve à droite.

### En double mixte
| Année | Open d'Australie | Open d'Australie | Internationaux de France      | Internationaux de France | Wimbledon | Wimbledon | US Open | US Open |
| ----- | ---------------- | ---------------- | ----------------------------- | ------------------------ | --------- | --------- | ------- | ------- |
| 2006  | —                | —                | 1er tour (1/16) P. Parmentier | Gisela Dulko F. González | —         | —         | —       | —       |

N.B. : le nom de la partenaire se trouve sous le résultat ; le nom des ultimes adversaires se trouve à droite.

## Parcours dans lesMasters 1000
| Année | Indian Wells             | Miami                   | Monte-Carlo          | Rome                      | Hambourg puis Madrid   | Canada                   | Cincinnati               | Madrid puis Shanghai       | Paris                |
| ----- | ------------------------ | ----------------------- | -------------------- | ------------------------- | ---------------------- | ------------------------ | ------------------------ | -------------------------- | -------------------- |
| 2006  | 1/4 de finale R. Nadal   | 3e tour N. Davydenko    | —                    | 2e tour A. Roddick        | 1er tour R. Štěpánek   | 1er tour J. Benneteau    | 1/8 de finale D. Ferrer  | 2e tour Marat Safin        | —                    |
| 2007  | 2e tour G. García        | 2e tour J. M. del Potro | 1er tour Max Mirnyi  | 1/8 de finale N. Djokovic | 1er tour Kohlschreiber | 1/8 de finale A. Roddick | 1/8 de finale R. Federer | 2e tour R. Nadal           | 1/2 finale R. Nadal  |
| 2008  | 3e tour S. Wawrinka      | —                       | —                    | —                         | —                      | —                        | —                        | —                          | 1er tour Sam Querrey |
| 2009  | —                        | 2e tour P.-H. Mathieu   | —                    | —                         | —                      | —                        | —                        | —                          | —                    |
| 2010  | 1/8 de finale T. Robredo | 3e tour Marin Čilić     | 1er tour A. Montañés | 1er tour E. Gulbis        | 2e tour D. Ferrer      | 1er tour J. Chardy       | 1/2 finale R. Federer    | 1er tour J. Chardy         | —                    |
| 2011  | 2e tour S. Devvarman     | 2e tour O. Rochus       | 1er tour R. Štěpánek | 1er tour J.-W. Tsonga     | 2e tour R. Nadal       | 1er tour John Isner      | 1er tour J. Blake        | —                          | —                    |
| 2012  | 3e tour A. Dolgopolov    | 2e tour N. Djokovic     | —                    | 1er tour F. Fognini       | 1er tour G. García     | 2e tour Marin Čilić      | 2e tour M. Raonic        | 1/8 de finale J.-W. Tsonga | 1er tour G. Simon    |
| 2013  | 1er tour D. Brands       | —                       | —                    | 1er tour G. Dimitrov      | 1er tour T. Robredo    | 1er tour F. Fognini      | 1er tour J. Benneteau    | —                          | —                    |
| 2014  | —                        | 3e tour J.-W. Tsonga    | —                    | —                         | —                      | —                        | —                        | —                          | —                    |
| 2015  | 2e tour N. Djokovic      | 1er tour S. Bolelli     | —                    | —                         | —                      | —                        | —                        | —                          | —                    |
| 2016  | —                        | 2e tour N. Kyrgios      | —                    | —                         | 1er tour G. Simon      | —                        | 2e tour G. Monfils       | —                          | 2e tour G. Dimitrov  |
| 2017  | —                        | —                       | —                    | —                         | 1er tour N. Kyrgios    | —                        | —                        | —                          | —                    |
| 2018  | 1/8 de finale Forfait    | 1er tour J. Donaldson   | —                    | —                         | —                      | —                        | —                        | —                          | —                    |

N.B. : sous le résultat se trouve le nom de l’ultime adversaire.

## Victoires sur le top 10
Toutes ses victoires sur des joueurs classés dans le top 10 de l'ATP lors de la rencontre.
| Légende         |
| --------------- |
| Grand Chelem    |
| Masters         |
| Jeux olympiques |
| Masters 1000    |
| 500 Series      |
| 250 Series      |
| Coupe Davis     |

| #  | M.B.  | Tournoi          | Année | Surface         | Adversaire        | Rang  | Tour   | Score                   |
| -- | ----- | ---------------- | ----- | --------------- | ----------------- | ----- | ------ | ----------------------- |
| 1  | no 81 | Tokyo            | 2005  | Dur             | Mariano Puerta    | no 10 | 1/8    | 6-2, 611-7, 7-5         |
| 2  | no 85 | Bâle             | 2005  | Moquette (int.) | David Nalbandian  | no 10 | 1/2    | 6-2, 7-63               |
| 3  | no 54 | Open d'Australie | 2006  | Dur             | Andy Roddick      | no 3  | 1/8    | 6-4, 1-6, 6-3, 6-4      |
| 4  | no 54 | Open d'Australie | 2006  | Dur             | Ivan Ljubičić     | no 8  | 1/4    | 6-4, 6-2, 4-6, 3-6, 6-3 |
| 5  | no 54 | Open d'Australie | 2006  | Dur             | David Nalbandian  | no 4  | 1/2    | 3-6, 5-7, 6-3, 6-4, 6-4 |
| 6  | no 27 | Indian Wells     | 2006  | Dur             | Gastón Gaudio     | no 8  | 1/16   | 65-7, 6-3, 6-2          |
| 7  | no 16 | Wimbledon        | 2006  | Gazon           | Lleyton Hewitt    | no 9  | 1/4    | 6-1, 5-7, 7-65, 6-2     |
| 8  | no 21 | Zagreb           | 2007  | Moquette (int.) | Ivan Ljubičić     | no 8  | Finale | 7-64, 4-6, 6-4          |
| 9  | no 16 | Wimbledon        | 2007  | Gazon           | Nikolay Davydenko | no 4  | 1/8    | 7-65, 7-65, 6-3         |
| 10 | no 22 | Paris-Bercy      | 2007  | Dur (int.)      | Nikolay Davydenko | no 4  | 1/8    | 6-2, 6-2                |
| 11 | no 22 | Paris-Bercy      | 2007  | Dur (int.)      | Tommy Robredo     | no 8  | 1/4    | 6-4, 6-4                |
| 12 | no 17 | Marseille        | 2008  | Dur (int.)      | Mikhail Youzhny   | no 8  | 1/4    | 7-62, 6-3               |
| 13 | no 33 | Indian Wells     | 2010  | Dur             | Roger Federer     | no 1  | 1/16   | 5-7, 7-5, 7-64          |
| 14 | no 25 | Washington       | 2010  | Dur             | Fernando Verdasco | no 10 | 1/4    | 7-63, 6-4               |
| 15 | no 20 | Cincinnati       | 2010  | Dur             | Tomáš Berdych     | no 7  | 1/8    | 7-5, 6-4                |
| 16 | no 20 | Cincinnati       | 2010  | Dur             | Rafael Nadal      | no 1  | 1/4    | 6-4, 4-6, 6-4           |
| 17 | no 20 | Rotterdam        | 2011  | Dur (int.)      | Andy Murray       | no 5  | 1/16   | 6-4, 6-1                |
| 18 | no 46 | Tokyo            | 2012  | Dur             | Juan Mónaco       | no 10 | 1/8    | 7-5, 1-6, 6-3           |
| 19 | no 36 | Rotterdam        | 2013  | Dur (int.)      | Richard Gasquet   | no 10 | 1/8    | 6-4, 6-4                |
| 20 | no 59 | Nottingham       | 2015  | Gazon           | David Ferrer      | no 7  | 1/16   | 6-2, 7-64               |
| 21 | no 42 | Halle            | 2016  | Gazon           | Tomáš Berdych     | no 8  | 1/16   | 7-63, 7-64              |
| 22 | no 95 | Wimbledon        | 2018  | Gazon           | Dominic Thiem     | no 7  | 1/64   | 6-4, 7-5, 2-0 ab.       |

## Classements ATP en fin de saison
| Année          | 2000 | 2001 | 2002 | 2003 | 2004 | 2005 | 2006 | 2007 | 2008 | 2009 | 2010 | 2011 | 2012 | 2013 | 2014 | 2015 | 2016 | 2017 | 2018 |
| Rang en simple | 1182 | 1379 | 1066 | 179  | 153  | 56   | 12   | 16   | 100  | 42   | 20   | 44   | 36   | 86   | 85   | 46   | 36   | 103  | 125  |
| Rang en double | -    | 1537 | 1360 | 493  | 628  | 807  | 390  | 106  | 289  | 837  | 508  | 272  | 213  | 167  | -    | 854  | 426  | 402  | -    |

Source : (en) Classements de Márcos Baghdatís sur le site officiel de la Fédération internationale de tennis